# 生命最後之旅
《生命最後之旅》（英語：Japan），是2002年墨西哥電影導演卡洛斯·雷加达斯的處女作。

## 獎項
- 2002 國際電影節布拉迪斯拉發, Grand Prix — 卡洛斯·雷加达斯
- 2002 國際電影節布拉迪斯拉發, 評審團大獎 — 卡洛斯·雷加达斯
- 2002 坎城影展, 金攝影機 - 特別獎 — 卡洛斯·雷加达斯
- 2002 愛丁堡國際電影節, 新導演獎 — 卡洛斯·雷加达斯
- 2002 里約熱內盧國際電影節, 最佳拉美電影 — 卡洛斯·雷加达斯
- 2002 聖保羅國際電影節, 影評獎 — 榮譽獎 — 卡洛斯·雷加达斯
- 2002 塞薩洛尼基國際電影節, 最佳導演 — 卡洛斯·雷加达斯
- 2002 斯德哥爾摩電影節, 觀眾票選獎 — 卡洛斯·雷加达斯
- 2002 哈瓦那電影節, Best First Work for 卡洛斯·雷加达斯
- 2003 特羅姆瑟國際電影節, Aurora Award — 特別獎 — 卡洛斯·雷加达斯
- 2003 獨立電影布宜諾斯艾利斯國際電影節, 最佳男主角 — Alejandro Ferretis
- 2003 瓜達拉哈拉國際電影節, 最佳編劇 — 卡洛斯·雷加达斯
- 2003 瓜達拉哈拉國際電影節, 最佳藝術指導 — Alejandro Reygadas

## 爭議
本片包含了一些真正的虐待動物和場景，因此英國電影分級委員會按照1937年的電影發行動物法要求削減。   

## 外部連結
- 互联网电影数据库（IMDb）上《生命最後之旅》的资料（英文）
- 爛番茄上《生命最後之旅》的資料（英文）